# Малаккский султанат
Малаккский султанат (малайск. Kesultanan Melayu Melaka) — мусульманское государство в Малайзии и западной Индонезии, существовавшее в 1400—1511 годах. В 1414 году правитель Малакки Парамешвара, известный как Искандер Шах, принял ислам, надеясь привлечь в город мусульманских купцов основал султанат. В 1445 году мусульмане совершили переворот, убили малолетнего раджу и возвели на престол принца Касима, принявшего имя Музаффар-шаха (1445—1459). Началась интенсивная исламизация государства. В период расцвета султаната в XV-м веке его столица превратилась в один из самых важных объектов того времени, а его территория покрывала большую часть Малайского полуострова, острова Риау и значительную часть северного побережья Суматры в современной Индонезии.
Будучи оживленным международным торговым портом, Малакка стала центром исламского обучения и распространения и поощряла развитие малайского языка, литературы и искусства. Он ознаменовал золотой век малайских султанатов на архипелаге, в котором классический малайский язык стал lingua franca в Приморском регионе Юго-Восточной Азии, а письменность джави стала основным средством культурного, религиозного и интеллектуального обмена. Именно благодаря этим интеллектуальным, духовным и культурным событиям, Малаккская эпоха стала свидетелем культурного развития в малайцев и малаизации региона, а также последующего образования малайского мира.
В 1511 году столица Малакки вошла в состав Португальской империи, вынудив последнего султана Махмуда Шаха (правил 1488—1511) отступить в дальние районы его империи, где его потомство основало новые правящие династии Джохор и Перак. Политическое и культурное наследие султаната сохраняется и по сей день. На протяжении веков Малакка считалась образцом малайско-мусульманской цивилизации. Султанат создал системы торговли, дипломатии и управления, которые сохранились до XIX-го века, и ввёл такие понятия, как даулат — явно малайское понятие суверенитета, — которое продолжает формировать современное понимание малайского королевства. Падение Малакки пошло на пользу Брунею, порты которого стали новым центрами торговли, поскольку королевство превратилось в новую мусульманскую империю на Малайском архипелаге, привлекая многих мусульманских торговцев, которые после обращения правителя Брунея в ислам бежали от португальской оккупации.

## История

### Ранняя история
Серия набегов, начатых Империей Чола в XI веке, ослабила некогда сильную империю Шривиджая. К концу XIII века уже раздробленная Шривиджая привлекла внимание яванского короля Кертанегары из Сингхасари. В 1275 году он приказал экспедиции  захватить Суматру. К 1288 году военно-морские экспедиционные войска Сингасари успешно разграбили Джамби и Палембанг и поставили на колени Малаю Дхармашрайю, преемницу Шривиджая. В 1293 году Сингасари сменил Маджапахит, правивший в регионе.
Согласно малайской летописи, принц из Палембанг по имени Сери Тери Буана, который утверждал, что является потомком Александра Македонского, остался на острове Бинтан в течение нескольких лет, а затем отплыл на Тамасек в 1299 году. Оранг-лауты (морские люди), известные своим преданным служением Шривиджайе, в конечном итоге сделали его королём нового королевства под названием Сингапур. В XIV веке Сингапур развивался одновременно с эпохой Pax Mongolica и превратился из небольшого торгового форпоста в центр международной торговли с прочными связями с династией Юань.
В 1370-х годах, чтобы восстановить Малайское королевство на Суматре, малайский правитель Палембанга послал посланника при дворе первого императора недавно основанной династии Мин. Он предложил Китаю возобновить систему выплаты дани, как это сделал Шривиджая несколькими столетиями ранее. Узнав об этом дипломатическом манёвре, король Маджапахита Хаям Вурук немедленно отправил посланника в Нанкин, убедил императора в том, что Малайское королевство является их вассалом и не является независимой страной. Впоследствии, в 1377 году, через несколько лет после смерти Гаджахи Мады, Маджапахит направил карательную морскую экспедицию против восстания в Палембанге, что привело к полному уничтожению Шривиджая и стало причиной рассеяния шривиджайских князей и дворян. Начались восстания против правления яванцев, и бегущие малайские принцы предприняли попытки возродить империю, которая оставила район южной Суматры в хаосе и запустении.
Ко второй половине XIV века Королевство Сингапур стало богатым. Однако его успех встревожил две региональные державы в то время: Аютайя на севера и Маджапахит на юге. В результате укрепленная столица королевства подверглась по крайней мере двум крупным нападениям, прежде чем она была окончательно разграблена Маджапахитом в 1398 году. Пятый и последний король Парамешвара бежал на западное побережье Малайского полуострова.
Парамешвара (также известный в некоторых случаях как «Искандар Шах») бежал на север, в Муар, Уджонг Танах и Биавак Бусук, прежде чем достигнуть рыбацкой деревни в устье реки Бертам (современная река Малакка). Деревня принадлежала оранг-лаутам, которые были оставлены в покое силами мажапахитов, разграбившим Сингапур, Лангкасуку и Пасаи. В результате деревня стала безопасным убежищем, и в 1370-х годах она начала принимать растущее число беженцев, спасающихся от нападений Махапахита. К тому времени, когда Парамешвара достиг Малакки в начале 1400-х годов, это место уже имело космополитический характер с буддистами с севера, индусами из Палембанга и мусульманами из Пасаи.
Легенда гласит, что Парамешвара видел, как малый оленёк перехитрил охотничью собаку в воде, когда он отдыхал под деревом Малакка. Он думал, что это предвещает ничего хорошего, замечая: «Это место превосходно, даже малый оленёк грозный; Лучше всего, если мы создадим здесь царство». Традиция гласит, что он назвал поселение в честь дерева, на которое он опирался, наблюдая за знаменательным событием. Сегодня малый оленёк изображён на современном гербе Малакки. Само название «Малакка» произошло от плодоносящего мелакского дерева (Pokok Melaka), которое имеет научное название Phyllanthus emblica. Ещё один рассказ о происхождении названии Малакки уточняет, что во время правления Султана Мухаммеда Шаха (ок. 1424—1444), арабские купцы называли королевство «Малакат» (по-арабски «собрание торговцев»), потому что оно было домом для многих торговых сообществ.

## Развитие
После создания своего нового города в Малакке Парамешвара начал развитие этого места и заложил основу торгового порта. Коренные жители проливов, оранг-лауты, были наняты для патрулирования прилегающих морских районов, для отражения мелких пиратов и для направления торговцев в Малакку. В течение многих лет новости о Малакке, становящейся центром торговли и коммерции, начали распространяться по всей восточной части мира. В 1405 году император Юнлэ из династии Мин (прав. 1402—1424) послал своего посланника во главе с Инь Цин в Малакку. Визит Инь Цин открыл путь для установления дружественных отношений между Малаккой и Китаем. Спустя два года легендарный адмирал Чжэн Хэ совершил свой первый из шести визитов в Малакку. Китайские купцы начали заходить в порт и основывать иностранные торговые базы в Малакке. Другие иностранные торговцы, в частности, арабы, индийцы и персы, приехали, чтобы основать свои торговые базы и поселиться в Малакке, что привело к увеличению численности населения до 2000 человек. В 1411 году Парамешвара возглавил королевскую делегацию аиз 540 человек и уехал в Китай с адмиралом Чжэн Хэ с целью посетить минский двор. В 1414 году Мин Шилу упоминает, что сын первого правителя Малакки посетил двор Мина, чтобы сообщить Юнлэ, что его отец умер.
Во время правления сына Парамешвары, Мегата Искандара Шаха (прав. 1414—1424), королевство продолжало процветать. В этот период была проведена диверсификация экономических источников королевства с открытием двух областей добычи олова в северной части города, пальм саго в садах и пальм нипах в устьях и берегах. Чтобы улучшить защитный механизм города от потенциальных агрессоров, Мегат Искандар Шах приказал построить стену, окружающую город с четырьмя охраняемыми входами. В центре города также была построена огороженная крепость, где хранились государственная казна и запасы. Рост Малакки совпал с ростом силы Аютайя на севере. Растущие амбиции королевства против его соседей и Малайского полуострова встревожили правителя Малакки. В качестве превентивной меры король возглавил королевский визит в Китай в 1418 году, чтобы выразить свою обеспокоенность по поводу угрозы. Юнлэ ответил в октябре 1419 года, послав своего посланника, чтобы предупредить сиамского правителя. Отношения между Китаем и Малаккой были ещё более укреплены несколькими посланниками в Китай во главе с малакканскими принцами в 1420, 1421 и 1423 годах. В связи с этим можно сказать, что Малакка была экономически и дипломатически укреплена.
Между 1424 и 1433 годами были совершены ещё два королевских визита в Китай во время правления третьего правителя Раджи Тенги (прав. 1424—1444). Во время правления Раджи Тенги было сказано, что улем по имени Сайид Абдул-Азиз приехал в Малакку, чтобы распространять учение ислама. Король вместе со своей королевской семьёй, высокопоставленными чиновниками и подданными Малакки слушал его учения. Вскоре после этого Раджа Тенга по совету улема принял мусульманское имя Мухаммед Шах и титул султана. Он исламизировал свою администрацию — обычаи, королевские протоколы, бюрократию. Торговля стала соответствовать принципам ислама. Поскольку Малакка приобретает всё большее значение в качестве международного торгового центра, справедливое регулирование торговли стало ключом к дальнейшему процветанию, а «Унданг-Унданг Лаут Мелака» («Морские законы Малакки»), обнародованные во время правления султана Мухаммеда Шаха, стали важным аспектом этого. Также было назначено четыре шахбандара для различных сообществ порта. Здесь размещались иностранные торговцы, которым также были назначены свои анклавы в городе. В 1430-х годах Китай изменил свою политику морской экспансии. Однако к тому времени Малакка была достаточно сильна в военном отношении, чтобы защитить себя. Несмотря на эти события, Китай продолжал демонстрировать дружбу. На самом деле, хотя в Китае принято считать большинство иностранных государств вассальными государствами, включая Италию и Португалию, его отношения с Малаккой характеризовались взаимным уважением и дружбой, как, например, отношения между двумя суверенными странами.
В 1444 году Мухаммед Шах умер после двадцатилетнего правления и оставил после себя двух сыновей: Раджу Касима, сына Туна Вати, которая была дочерью богатого индийского торговца, и Раджу Ибрахима, сын принцессы Роканы. На смену ему пришел его младший сын Раджа Ибрахим, который правил как султан Абу Сяхид Шах (прав. 1444—1446). Абу Сяхид был слабым правителем, и его администрацией в значительной степени управлял Раджа Рокан, двоюродный брат его матери, который оставался во дворе Малакки во время его правления. Ситуация побудила судебных чиновников спланировать убийство Раджи Рокана и посадить на престол старшего брата Абу Сяхида Раджу Касима. И султан, и Раджа Рокан были в конечном итоге убиты во время нападения в 1446 году. Раджа Касим был тогда назначен пятым правителем Малакки и правил как султан Музаффар Шах (прав. 1446—1459). Надвигающаяся угроза со стороны сиамского королевства Аютайя стала реальностью, когда в 1446 году началось вторжение на сушу в Малакку. Тун Перак, вождь Кланга, привел своих людей, чтобы помочь Малакке в битве против сиамцев, из которых Малакка победила. Его сильные лидерские качества привлекли внимание султана, чье желание увидеть процветание Малакки заставило его назначить Тун Перак в качестве бендхара. В 1456 году во времена правления короля Боромотрайлоканата сиамцы предприняли ещё одну атаку, на этот раз по морю. Когда известие о нападении достигло Малакки, военно-морские силы были немедленно объединены, и оборонительная линия была сделана около Бату Пахата. Войсками командовал Тун Перак и ему помогал Тун Хамза, воин по прозвищу Датук Бонгкок. Обе стороны в конечном итоге столкнулись в жестоком морском сражении. Тем не менее, более высококлассный малаккский флот сумел отогнать сиамцев, преследуя их до Сингапура и вынудив их вернуться домой. Победа Малакки в этой битве придала ему новую уверенность в разработке стратегий расширения своего влияния на весь регион. Поражение Сиама принесло политическую стабильность Малакке и укрепило её репутацию в Юго-Восточной Азии.

### Золотая эра
В 1409 Парамешвара принял титул султана Искандар Шах из-за его женитьбы на принцессе из Пасей. Его брак с принцессой-мусульманкой побудил его подданных к принятию ислама.
Основным населением Малакки являлись индусы. В соответствии с Малайского хроникой, Парамешваре приснилось, что Мохаммед пришёл к нему, провозглашая ислам в Малакке. Парамешвара принял исламское имя, став Султаном Искандаром Шахом, а новая религия быстро распространилась по всей территории султаната.
После Парамешвары правил Султан Ахмад Шах. Он был ответственным за строительство империи. Малаккская империя превратилась из морской империи в торговую империю. Другие восточные цивилизации, такие как империя Мин и Аютхая и такие как Гуджарат, арабы и европейцы торговали с Малаккой.

### Португальское вторжение
Во время правления султана Аладдина Рият Шаха, в конце XV века португальцы прибыли в Малакку для торговли. В 1511 году, когда правил Махмуд Шах, Малакка была захвачена португальцами.

## Список султанов Малакки
- (1400—1414) Парамешвара (Искандер Шах)
- (1414—1424) Мегат Искандер Шах
- (1424—1444) Мухаммад Шах
- (1444—1446) Абу Сяхид
- (1445—1459) Mузаффар Шах
- (1459—1477) Мансур Шах
- (1477—1488) Ала-ад-дин Риайят Шах
- (1488—1511) Maхмуд Шах